# АЭС «Жарновец»
АЭС «Жарновец» — недостроенная атомная электростанция, расположенная на севере Польши в 50 км северо-западнее Гданьска. Планировалось возвести четырехблочную АЭС мощностью 1860 МВт на основе реакторов ВВЭР-440. Строительство станции было остановлено в 1990 году. В июле 2009 года было озвучено, что из всех возможных мест для планируемого строительства АЭС в Польше до 2020 года, площадка станции Жарновец является преимущественной.

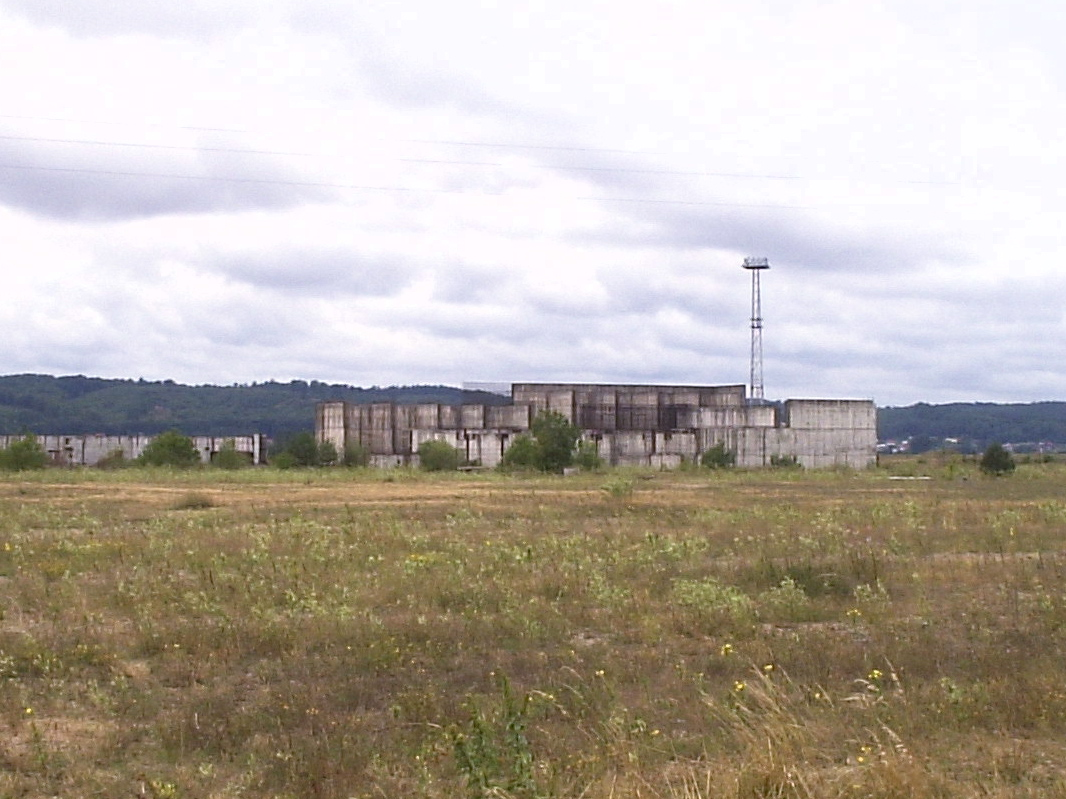
Электростанция

## События, происходившие после остановки строительных работ
В результате применения так называемой "открытой системы охлаждения", после запуска электростанции температура воды в Жарновецком озере возросла бы в среднем на 10 °C, и в сильные морозы оставалась бы на уровне нескольких градусов выше нуля. В связи с этим, чтобы предотвратить излишнее разрастание флоры, планировалось изменить экосистему озера, заселив его травоядными рыбами (например белым амуром). Для достижения цели был разрешен массовый отлов видов рыб, представляющих угрозу травоядным. После остановки строительства правила не менялись, что привело к практически полному уничтожению фауны озера. Уровень воды в озере постоянно колеблется вследствие работы гидроаккумулирующей электростанции, из-за чего можно заметить эрозию почвы на его берегах.
После землетрясения в Калининграде в 2004 году сейсмическая безопасность северной Польши была поставлена под сомнение.
Фирмой "Lubiana" производится посуда с логотипом АЭС Жарновец.
Отдел по охране окружающей среды работал до 2002 года, когда прекратила своё существование компания, обслуживающая его. Оборудование украли и сдали на металлолом.
Во время строительства станции стал популярен неологизм "Żarnobyl" (чит. как "Жарнобыль"), появившийся путём соединения слов Жарновец и Чернобыль. Через несколько лет слово обрело несколько иной смысл, вызывая ассоциацию заброшенной  АЭС с печально известным городом Припять.
В 2005 годы появились планы по постройке новой атомной электростанции вблизи старой. 1 июля того же года Министерство Экономики и Труда обнародовало доклад "Энергетическая политика Польши до 2025 года", в котором присутствует запись: "Необходимость передачи добросовестных сообщений об атомной энергетики в связи с возможностью введения в Польше данного способа производства электроэнергии - отдельная проблема". В 2008 году министр экономики объявил о принятии новой программы "Энергетическая политика Польши до 2030 года".
По данным опроса, проведенного изданием "Речь Посполитая", в 2008 году более половины поляков высказались против строительства АЭС в стране, каждый третий выразил поддержку, а каждый десятый предпочел вариант "мне всё равно".
Национальное агентство ядерной энергетики собирается разместить всю инфраструктуру новой атомной электростанции на тех же местах, где планировалось при постройке первой АЭС.

## Информация об энергоблоках
| Энергоблок | Тип реакторов | Мощность | Мощность | Начало строительства                           | Энергетический пуск                            | Ввод в эксплуатацию                            | Закрытие                                       |
| Энергоблок | Тип реакторов | Чистый   | Брутто   | Начало строительства                           | Энергетический пуск                            | Ввод в эксплуатацию                            | Закрытие                                       |
| ---------- | ------------- | -------- | -------- | ---------------------------------------------- | ---------------------------------------------- | ---------------------------------------------- | ---------------------------------------------- |
| Жарновец-1 | ВВЭР-440/213  | 440 МВт  | 465 МВт  | 01.01.1983                                     | Строительство остановлено 04.09.1990           | Строительство остановлено 04.09.1990           | Строительство остановлено 04.09.1990           |
| Жарновец-2 | ВВЭР-440/213  | 440 МВт  | 465 МВт  | 01.01.1983                                     | Строительство остановлено 04.09.1990           | Строительство остановлено 04.09.1990           | Строительство остановлено 04.09.1990           |
| Жарновец-3 | ВВЭР-440/213  | 440 МВт  | 465 МВт  | Подготовка к сооружению остановлена 04.09.1990 | Подготовка к сооружению остановлена 04.09.1990 | Подготовка к сооружению остановлена 04.09.1990 | Подготовка к сооружению остановлена 04.09.1990 |
| Жарновец-4 | ВВЭР-440/213  | 440 МВт  | 465 МВт  | Подготовка к сооружению остановлена 04.09.1990 | Подготовка к сооружению остановлена 04.09.1990 | Подготовка к сооружению остановлена 04.09.1990 | Подготовка к сооружению остановлена 04.09.1990 |